# Nathalie Benko
Nathalie Benko, geborene Sterchele (* 1983 in Lausanne), ist eine Schweizer Unternehmerin, ehemaliges Model und Ehefrau des Immobilienunternehmers René Benko. Sie wurde durch ihre Verbindung zu René Benko und ihre eigenen geschäftlichen Aktivitäten rund um die Signa Holding bekannt.

## Leben
Nathalie Sterchele besuchte die École Mont-Olivet, eine katholische Privatschule an der La Côte, und arbeitete eine Zeit lang als Model. Sie lernte René Benko, den Gründer der Signa Holding, 2009 auf einer Party in Seefeld in Tirol kennen und heiratete ihn im Jahr 2010 in Innsbruck. Gemeinsam mit René Benko hat Nathalie Benko drei Kinder. Laut Rainer Fleckl, Investigativjournalist der Kronen Zeitung, erhielt Nathalie Benko von ihrem Ehemann in den Jahren 2018 bis 2023 „zusätzlich zu ihrem monatlichen Basisunterhalt in Höhe von 10.500 Euro mehrere Zahlungen in Höhe von insgesamt 15,500.000 Euro“.
Die Ehe zwischen Nathalie und René Benko stand im Fokus der Medien. Im März 2025 wurde berichtet, dass Nathalie Benko die Scheidung eingereicht hat und wieder ihren Mädchennamen, Sterchele, annehmen wolle. Diese Entscheidung fiel in eine Zeit, in der René Benko inhaftiert und mit erheblichen geschäftlichen und rechtlichen Herausforderungen konfrontiert war, einschließlich der Insolvenz der Signa Holding und Ermittlungen wegen Korruptionsvorwürfen.
Berichten zufolge gibt es einen Ehevertrag, der am 26. März 2010 abgeschlossen wurde und spezifische finanzielle Vereinbarungen für den Fall einer Scheidung vorsieht. Dieser Vertrag soll Nathalie Benko monatliche Unterhaltszahlungen in der Höhe von 8.500 Euro sowie die Übernahme ihrer Miete bis zu 3.000 Euro monatlich garantieren.
Nach der Verhaftung von René Benko zog Nathalie Benko mit ihren drei gemeinsamen Kindern aus der Villa in Igls aus und in eine andere Villa der Familie.

## Geschäftliche Aktivitäten
Nathalie Benko arbeitete zunächst als Assistentin für ihren Mann in der Signa Holding. Später gründete und leitete sie eine eigene Unternehmensstruktur unter dem Firmennamen NB Immo. Das Kapital für den Aufbau stammte großteils von ihrem Mann. Nach dem von René Benko erwirkten Rücktritt des Geschäftsführers der NB Immo GmbH, Marcus Mühlberger (ebenfalls Geschäftsführer der Signa Holding), Ende 2023 ist Nathalie Benko alleinige Gesellschafterin und Geschäftsführerin.
Auch Nathalie Benkos Bruder war zeitweise in der Signa Holding angestellt.

## Ermittlungen
Im Zuge der Ermittlungen der Soko Signa gegen René Benko erregte auch seine Frau die Aufmerksamkeit der Wirtschafts- und Korruptionsstaatsanwaltschaft. Am 17. und 18. Februar 2025 soll Nathalie Benko versucht haben, als Treugeberin bei zwei Tiroler Raiffeisenkassen ein Treuhandkonto eröffnen zu lassen. Dabei sollte laut Medienberichten ein Liegenschaftsverkauf an die Laura Privatstiftung über dieses Konto abgewickelt werden, deren Begünstigte wiederum René Benkos Mutter und seine ehelichen Nachkommen sind. Die Ermittler und Benkos Masseverwalter rechnen die Stiftung und die Verfügungsmacht jedoch René Benko selbst zu, welcher das abstreitet. Die zwei Raiffeisenbanken lehnten den Kontoeröffnungsantrag jedoch ab und erstatteten eine Geldwäscheverdachtsmeldung an die zuständige Geldwäschemeldestelle (A-FIU) im Bundeskriminalamt.